# بلدة كلينتون (مقاطعة ماكومب)
كلينتون، مقاطعة ماكومب (بالإنجليزية: Clinton Township, Macomb County, Michigan)‏ هي بلدة تقع في مقاطعة ماكومب (ميشيغان) بولاية ميشيغان في الولايات المتحدة. تأسست عام 1782، تبلغ مساحتها 47 (كم²)، وترتفع عن سطح البحر 267 م، بلغ عدد سكانها 96796 نسمة في عام 2010 حسب إحصاء مكتب تعداد الولايات المتحدة وتصل الكثافة السكانية فيها 2068.3 نسمة/كم2.

## وصلات خارجية
- clintontownship-mi.gov
- The US50 - Cities and Towns in Michigan State
- Michigan Cities and Towns, Facts, Map, Flag, Colleges, Government, and More